# Ілкка Суомінен
І́лкка О́лаві Суо́мінен (фін. Ilkka Olavi Suominen, 8 квітня 1939, комуна Наккіла, Фінляндія — 23 травня 2022, Гельсінкі) — фінський політик. Спікер парламенту Фінляндії (1987, 1991—1994). Голова ПА ОБСЄ (1992—1994).

## Навчання
Закінчив престижний коледж м. Порі, згодом — Економічний інститут міста Порі та Гельсинський університет. З 21 року працював у сімейному бізнесі, обіймаючи посаду виконавчого директора у фірмі J. W. Suominen Oy.

## Політичне життя
Суомінен був депутатом Едускунти (сейму Фінляндії) 1970—1975 та 1983—1994 роки. Очолював Національну коаліційну партію 1979—1991 і двічі був спікером парламенту (з 2 квітня до 5 травня 1987 та з 30 квітня 1991 до 6 лютого 1994). Після останньої каденції поступився місцем Рііті Уосікайнен.
Також він був міністром праці та індустрії у кабінеті Гаррі Голкері 1987—1991. Обраний депутатом Європарламенту на термін 1999—2004. Очолював Парламентську асамблею Організації з безпеки і співробітництва в Європі 1992—1994.

## Особисте життя
Був одружений другим шлюбом із Крістіною Сугонен, мав трьох дітей.